# Podzamcze (powiat świdnicki)
Podzamcze – kolonia w Polsce położona w województwie lubelskim, w powiecie świdnickim, w gminie Mełgiew.
| SIMC    | Nazwa               | Rodzaj    |
| ------- | ------------------- | --------- |
| 1024971 | Leśniczówka Mełgiew | część wsi |

W latach 1975–1998 miejscowość należała administracyjnie do województwa lubelskiego.
Kolonia jest sołectwem w gminie Mełgiew. Według Narodowego Spisu Powszechnego z roku 2011 kolonia liczyła 363 mieszkańców.
Wierni Kościoła rzymskokatolickiego należą do parafii św. Wita w Mełgwi.

## Etymologia
Początkowo nazwa została zestawiona z pierwszym członem przyjętym od pobliskiej wsi Mełgiew, człon drugi nawiązuje do usytuowanego we wsi pałacu Stoińskich. Od roku 1952 w Urzędowym Spisie Nazw Miejscowości – Podzamcze.

## Historia
W wieku XIX Mełgiew Podzamcze występuje w opisie dóbr Mełgiew. Podział na Mełgiew i Mełgiew-Podzamcze widoczny jest jeszcze w spisie w roku 1921. Mełgiew-Podzamcze folwark posiadał wówczas 11 domów i 316 mieszkańców. Także w skorowidzu miejscowości z roku 1933 występuje Mełgiew-Podzamcze.

## Zabytki
- zespół pałacowy z XVIII-XX w.[13], w skład którego wchodzą: 
  - pałac w Podzamczu z pawilonem z 1730, przebudowany w XX w.
  - oficyna z drugiej poł. XVIII w.
  - fragment ogrodzenia dziedzińca od strony folwarku z bramą i furtą
  - brama główna
  - kapliczka przed bramą z XVIII w.
  - park[14]

## Osoby związane z Podzamczem
- Hubert d’Ornano, hrabia, przemysłowiec francuski, mecenas sztuki, syn Wilhelma i Elżbiety z Michalskich, urodził się w Mełgwi Podzamczu dnia 31 marca 1926.